# Aegomorphus luctuosus
Aegomorphus luctuosus es una especie de escarabajo longicornio del género Aegomorphus,  subfamilia Lamiinae. Fue descrita científicamente por Bates en 1880.
Se distribuye por Brasil. Mide 17-19 milímetros de longitud.